# Phylidorea alexanderi
Phylidorea alexanderi là một loài ruồi trong họ Limoniidae. Chúng phân bố ở miền Cổ bắc.